# Sülzsenken und -rücken
Die Sülzsenken und -rücken sind eine naturräumliche Einheit mit der Ordnungsnummer 338.225 innerhalb der Südbergischen Hochfläche (Ordnungsnummer 338.2) im Bergischen Land, einem Teil des Rheinischen Schiefergebirges.
Der Naturraum liegt im Wesentlichen im Einzugsgebiet der Sülz. Er ist ein liegendes Hügelbergland im Bereich der Gemeinden Kürten und Lindlar.
Es grenzt im Norden an die Dhünnhochfläche (338.20), im Westen an die Bärbroicher Höhe (338.224), im Süden an das Lennepehochrücken (338.223) und im Osten an die Obersülzhochfläche (338.221) und die Leppehochfläche (338.222). Das Gebiet reicht im Westen bis südöstlich von Biesfeld, umfasst weiter nordöstlich das Gebiet um Olpe, im Süden das Ufer der Sülz, im Osten das Gebiet um Lindlar, reicht im Osten bis Frielingsdorf und im Norden bis kurz vor Thier. 
Die Sättel und Mulden des Naturraums sind aus mitteldevonischem Grauwackesandstein, Tonschiefer, Mergel und Kalkstein aufgebaut. Die Kulturlandschaft ist geprägt durch Land- und Waldwirtschaft.